# Międzynarodowy Festiwal Muzyczny im. Krystyny Jamroz w Busku-Zdroju
Międzynarodowy Festiwal Muzyczny im. Krystyny Jamroz w Busku-Zdroju – festiwal muzyki poważnej, który odbywa się corocznie od 1995, zwykle na przełomie czerwca i lipca. Impreza gromadzi znanych polskich i zagranicznych muzyków, dyrygentów i śpiewaków. Dotychczas odbyło się siedemnaście edycji festiwalu.
W programie znajdują się koncerty symfoniczne, kameralne, recitale mistrzowskie, gale operowe, operetkowe, oratoria i koncerty z muzyką lżejszego gatunku.
Patronka festiwalu – śpiewaczka Krystyna Jamroz – urodziła się i wychowywała w Busku-Zdroju.

## Historia
W październiku 1987 roku na ścianie sanatorium „Krystyna” odsłonięto tablicę pamiątkową poświęconą Krystynie Jamroz. Bogusław Kaczyński zaproponował podczas koncertu uświetniającego tę uroczystość, aby zorganizować festiwal muzyczny imienia tej śpiewaczki. Organizacji pierwszej edycji podjął się Artur Jaroń, który później został dyrektorem festiwalu i nadzorował kolejne edycje we współpracy z Buskim Samorządowym Centrum Kultury.
Koncerty festiwalowe odbywają się w Buskim Centrum Kultury, Sanatorium Marconi, w kościołach Niepokalanego Poczęcia Najświętszej Marii Panny i brata Alberta oraz na promenadzie parkowej. Ostatnio festiwal gości także w innych miejscach w pobliżu miasta, takich jak pałac w Kurozwękach, Stara Synagoga w Pińczowie i kolegiata w Wiślicy.
| Edycja | Czas trwania              | Miejsca koncertów                                                             | Gwiazda                      | Program |
| ------ | ------------------------- | ----------------------------------------------------------------------------- | ---------------------------- | ------- |
| I      | lipiec 1995               | Busko-Zdrój                                                                   |                              |         |
| II     | lipiec 1996               | Busko-Zdrój                                                                   |                              |         |
| III    | lipiec 1997               | Busko-Zdrój                                                                   |                              |         |
| IV     | lipiec 1998               | Busko-Zdrój                                                                   |                              |         |
| V      | lipiec 1999               | Busko-Zdrój                                                                   |                              |         |
| VI     | lipiec 2000               | Busko-Zdrój                                                                   |                              |         |
| VII    | 30 czerwca - 5 lipca 2001 | Busko-Zdrój                                                                   |                              |         |
| VIII   | 2 lipca - 7 lipca 2002    | Busko-Zdrój                                                                   |                              |         |
| IX     | 28 czerwca - 6 lipca 2003 | Busko-Zdrój, Wiślica                                                          |                              |         |
| X      | 1 lipca - 10 lipca 2004   | Busko-Zdrój, Pińczów, Wiślica                                                 |                              |         |
| XI     | 1 lipca - 9 lipca 2005    | Busko-Zdrój, Pińczów                                                          |                              |         |
| XII    | 1 lipca - 8 lipca 2006    | Busko-Zdrój, Pińczów, Wiślica, Kurozwęki                                      |                              | html    |
| XIII   | 30 czerwca - 7 lipca 2007 | Busko-Zdrój, Pińczów, Wiślica, Kurozwęki                                      |                              |         |
| XIV    | 28 czerwca - 6 lipca 2008 | Busko-Zdrój, Pińczów, Wiślica, Kurozwęki, Gliniany                            |                              |         |
| XV     | 4 lipca - 11 lipca 2009   | Busko-Zdrój, Pińczów, Wiślica, Kurozwęki, Gliniany                            | Wadim Brodski                | pdf     |
| XVI    | 3 lipca - 10 lipca 2010   | Busko-Zdrój, Pińczów, Wiślica, Kurozwęki, Gliniany                            | Nigel Kennedy                | pdf     |
| XVII   | 2 lipca - 9 lipca 2011    | Busko-Zdrój, Pińczów, Stopnica, Kurozwęki, Gliniany,                          | Ingolf Wunder                | pdf     |
| XVIII  | 30 czerwca - 7 lipca 2012 | Busko-Zdrój, Solec-Zdrój, Stopnica, Kurozwęki, Gliniany                       | Daniił Trifonow              | pdf     |
| XIX    | 29 czerwca - 6 lipca 2013 | Busko-Zdrój, Chmielnik, Gliniany, Kurozwęki, Pińczów, Solec-Zdrój, Szczaworyż | Lukas Geniušas, Soyoung Yoon | pdf     |

## Goście festiwalu
Na buskim festiwalu występowali między innymi:
Hanna Banaszak, Grażyna Brodzińska (2012, 2013), Justyna Danczowska (2013), Kaja Danczowska (2013), Krzesimir Dębski (2012), Renata Drozd, Jarosław Drzewiecki, Stanisław Drzewiecki, Artur Dutkiewicz, Magdalena Idzik, Edyta Geppert (2013), Anna Jurksztowicz (2012), Anna Karasińska, Eliza Kruszczyńska (2012), Konstanty Andrzej Kulka, Zbigniew Macias (2012), Waldemar Malicki, Adam Makowicz, Jerzy Maksymiuk, Maria Meyer, Leszek Możdżer, Wiesław Ochman (2013), Jakub Oczkowski (2013), Roma Owsińska, Piotr Paleczny, Krzysztof Penderecki, Sława Przybylska, Anita Rywalska-Sosnowska, Dariusz Stachura (2013), Barbara Szymańska (2013), Romuald Tesarowicz, Marcin Bronikowski (2012), Małgorzata Walewska (2013), Monika Węgiel (2013), Tytus Wojnowicz, Teresa Żylis-Gara. 
oraz:
Nigel Kennedy, Dmitrij Baszkirow, Gwendolyn Bradley, Wadim Brodski, Lukas Geniušas, Iwan Monighetti, Daniił Trifonow, Ingolf Wunder, Soyoung Yoon, Gheorghe Zamfir.